# علی باگوتینوف
علی باگوتینوف (روسی: Али Шами́льевич Багаутинов؛ زادهٔ ۱۰ ژوئن ۱۹۸۵) بوکسور و ورزشکار هنرهای رزمی ترکیبی اهل روسیه است. وی از سال ۲۰۰۹ میلادی تاکنون مشغول فعالیت بوده‌است.